# 베네치아궁

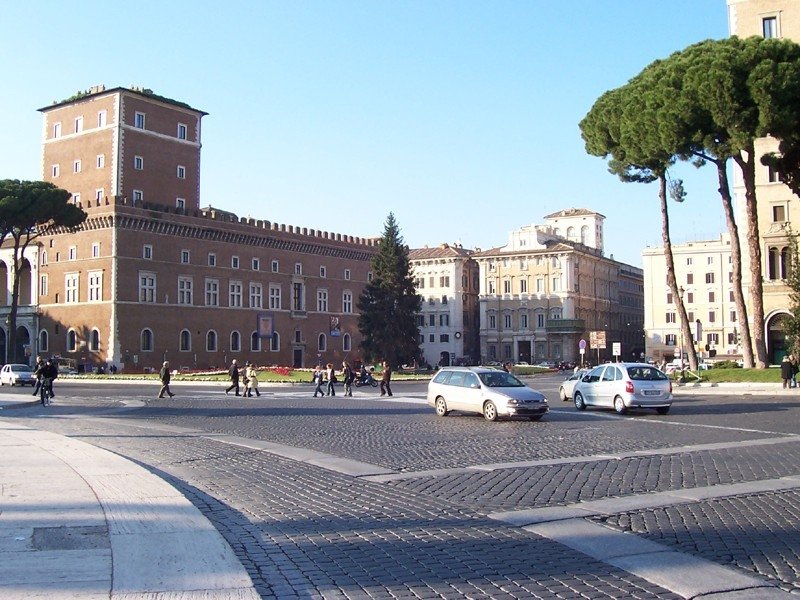
베네치아궁

베네치아궁(이탈리아어: Palazzo Venezia)은 이탈리아 로마에 있는 궁전이다.